# European Digital Rights
EDRi of European Digital Rights is een organisatie die opkomt voor de digitale rechten van de inwoners van Europa. Bits of Freedom was in 2001 initiatiefnemer van de organisatie. Een aantal voorbeelden waarin EDRi kritisch kijkt naar burgerrechten in: aftappen van telefonie, misbruik van databases, spam, copyrightzaken, computercriminaliteit en het filteren of blokkeren van het internet.

## Leden
Het statutaire lidmaatschap is beperkt tot niet-gouvernementele organisaties zonder winstoogmerk die zich onder meer richten op de verdediging en bevordering van burgerrechten op het gebied van informatie- en communicatietechnologie. De organisaties die lid zijn van de EDRi zijn:
- Oostenrijk
  - Epicenter.works
  - Initiative für Netzfreiheit "("Internet Freedom Initiative")
  - quintessenz
  - VIBE!AT
- België
  - Liga voor Mensenrechten
- Bulgarije
  - Internet Society - Bulgarije (Интернет общество - България)
- Tsjechië
  - Iuridicum Remedium
- Denemarken
  - IT-Politieke Vereniging van Denemarken (IT-Pol)
- Finland
  - Electronic Frontier Finland (EFFI)
- Frankrijk
  - Imaginons un Réseau Internet Solidaire (IRIS, "Stel je een internet in solidariteit voor")
- Duitsland
  - Chaos Computer Club (CCC e.V.)
  - Digitalcourage (voorheen FoeBuD, Verein zur Förderung des öffentlichen bewegten und unbewegten Datenverkehrs)
  - Digitale Gesellschaft
  - Forum InformatikerInnen für Frieden und gesellschaftliche Verantwortung. (FIfF e.V.)
  - Förderverein Informationstechnik und Gesellschaft (FITUG e.V.)
  - Free Software Foundation Europe
  - Wikimedia Deutschland
- IJsland
  - IJslandse Digitale Vrijheidsvereniging
- Italïe
  - ALCEI
- Ierland
  - Digitale rechten Ierland
- Macedonië
  - Metamorphosis
- Nederland
  - Bits of Freedom
  - Vrijschrift.org
- Noorwegen
  - Elektronisch grensoverschrijding Noorwegen
- Polen
  - Fundacja Nowoczesna Polska
  - Fundacja Panoptykon
- Portugal
  - Associação Nacional para o Software Livre (ANSOL, "Nationale Vereniging voor Vrije Software")
- Roemenië
  - Vereniging voor technologie en internet (APTI)
- Servië
  - Share Foundation
- Slowakije
  - Samenleving voor open internettechnologieën
- Spanje
  - Nodo50.org
  - Pangea.org
  - Xnet
- Zweden
  - DFRI (Digital Freedom and Rights Association, (Föreningen för digitala fri- och rättigheter).
- Turkije
  - Alternatieve informaticavereniging (Alternatif Bilişim Derneği)
- Verenigd Koninkrijk
  - Article 19
  - Foundation for Information Policy Research
  - GreenNet
  - Open Rights Group
  - Statewatch
- Verenigde Staten
  - Electronic Frontier Foundation

## Link
- www.edri.org/